# 草脉殿遗址
草脉殿遗址，位于中国甘肃省灵台县，为一个省级文物保护单位，类型为古遗址。
草脉殿遗址的历史年代为新石器时代至青铜时代。